# الحرب العثمانية الصفوية (1623-1639)
كانت الحرب العثمانية الصفوية (1623-1639) آخر صراع من سلسلة من الصراعات التي نشبت بين الدولة العثمانية والدولة الصفوية في الشرق الأدنى، من أجل السيطرة على العراق. بعد النجاح الأولي الفارسي في إعادة السيطرة على بغداد ومعظم العراق الحديث، بعد أن فقدت لعدة سنوات، وصلت الحرب إلى طريق مسدود، الفرس كانوا غير قادرين على مواصلة الضغط على الدولة العثمانية، وكان العثمانيون أنفسهم مشغولين بالحروب في أوروبا والاضطرابات الداخلية. في نهاية المطاف، كان العثمانيون قادرين على استرداد بغداد، وتوقيع معاهدة زهاب فانتهت الحرب بالنصر العثماني، مع ضم العراق، على الرغم فقد أجزاء منها لفترة وجيزة عدة مرات للفرس وخصوصا خلال حكم نادر شاه (مؤسس الدولة الأفشارية)، بقيت منذ ذلك الحين في أيدي العثمانيين حتى فقدت في أعقاب الحرب العالمية الأولى.

## خلفية تاريخية

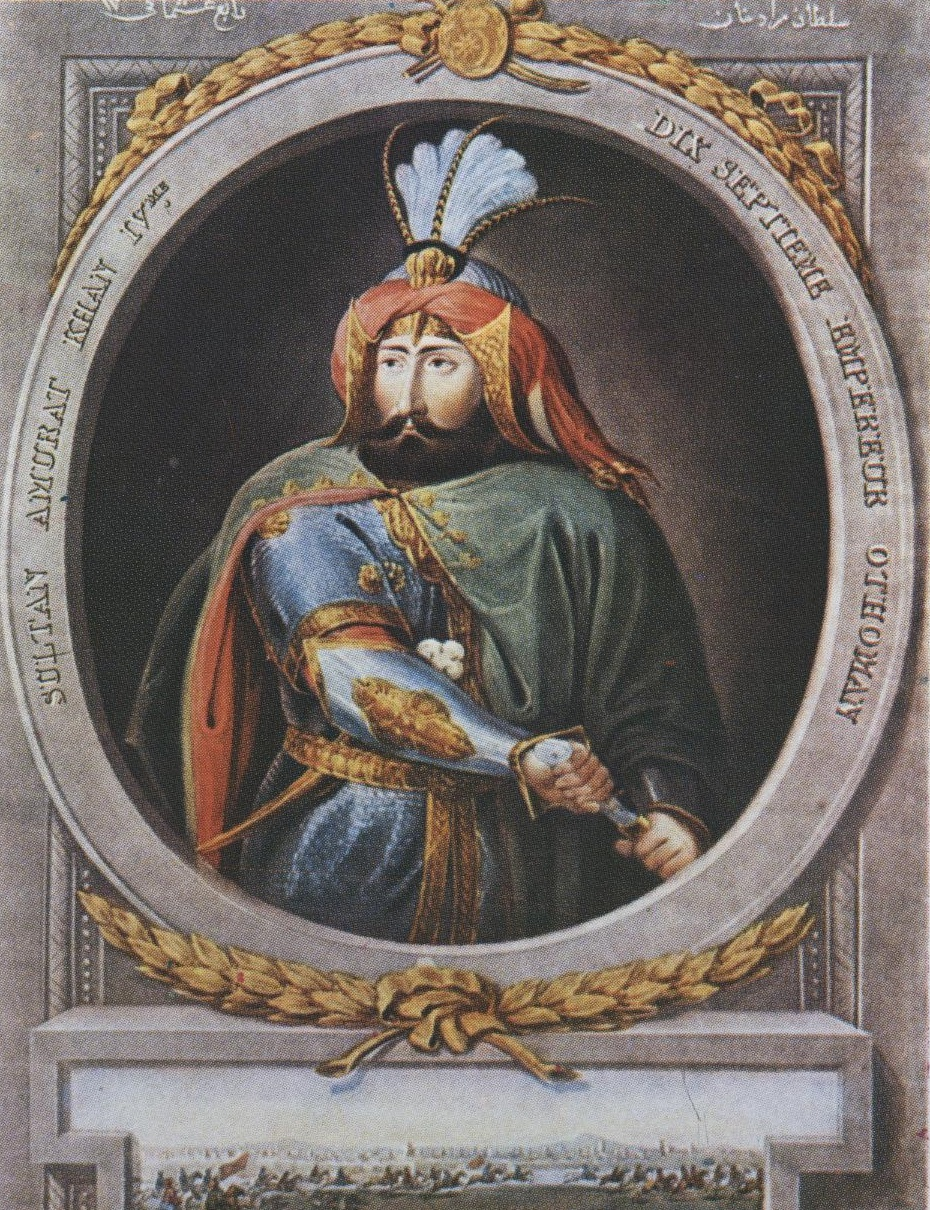
السلطان مراد الرابع

ابتداء من عام 1514، لأكثر من قرن تقريبا الدولة العثمانية وبلاد فارس الصفوية كانتا في حرب مستمرة، للسيطرة على القوقاز والعراق. وكانت الدولتان أعظم قوتين في غرب آسيا، وأشعلت التنافس مزيد من الاختلافات العقائدية: العثمانيين كانوا من الغالبية المسلمة السنية، في حين كان الصفويين قد فرضوا التشيع بقوة الطائفة القزلاباشيين، والتي ينظر إليهم على أنهم زنادقة من قبل العثمانيين.
بعد معركة جالديران تم القضاء على النفوذ الصفوي في الأناضول، خلال حرب 1532-1555 العثمانيين فتحوا العراق العربي، مع بغداد في 1534 بقيادة سليمان القانوني، وتم تأمين الاعتراف بمكاسبهم بموجب معاهدة أماسيا في 1555 .فترة السلام استمرت لعقدين من الزمن قبل بدء الحرب العثمانية الصفوية في 1578. وانتهت مع معاهدة اسطنبول عام 1590، مع انتصار واضح للعثمانيين، العثمانيين سيطروا على جورجيا، يريفان، وحتى عاصمة الصفويين السابقة، تبريز. الفرس كانوا من الصعب عليهم، الجمع بين التصدي للتقدم العثماني مع هجوم من قبل السلالة الشيبانية المغولية على خراسان شرقا.
الشاه الفارسي الجديد عباس الأول، إعادة تنظيم جيشه، وأنشاء الغلامان فرقة المشاة الجديدة كتقليد للانكشارية، جلبهم من تجنيد عشرات الآلاف من الجورجيين والشركس وجهزهم بأفضل المعدات والتدريب، وانتظر فترة من الوقت. في 1603، شن هجوم الذي استعاد به تبريز وأذربيجان وجورجيا في العام نفسه. العثمانيين مصروفين بالحروب مع النظام الملكي هابسبورغ في أوروبا، فشلوا في تقديم مقاومة فعالة. وبعد الاختتام الناجح لحربه ضد المغول، والشعور بتشجيع من الاضطراب الداخلي في الدولة العثمانية التي أعقبت مقتل السلطان عثمان الثاني، عباس قام أيضا بمهاجمة الممتلكات العثمانية في العراق.

## بداية الحربومذبحة بغداد 1624
وجاءت فرصة الشاه مع سلسلة من الثورات في الدولة العثمانية: ثورة أباظة محمد باشا، محافظ أرضروم، في حين بغداد كانت منذ 1621 في أيدي ضابط من الإنكشارية، بكر صوباشي (صوباشي-لقب عسكري عثماني) وأتباعه، بكر سعى للأعتراف به كباشا محلي من قبل الباب العالي، ولكن السلطان أمر حافظ أحمد باشا، محافظ ديار بكر، بالتدخل. فتحول بكر إلى الشاه عباس، الذي أرسل له قوات لمساعدة بكر في أنقلابه. لمنع الاستيلاء الدولة الصفوية على بغداد، حافظ أحمد باشا أسترد بسرعة العلاقات مع بكر، الذي عاد بدوره إلى الولاء العثماني. وردا على ذلك حاصرت الدولة الصفوية بغداد، وسقطت في يوم 14 يناير 1624 بخيانة من محمد ابن بكر، وأعقب سقوط المدينة مذبحة في جزء كبير من سكانها من المسلمين السنة، حيث سعى الشاه لتحويل بغداد إلى مدينة شيعية بحتة.
كان سقوط بغداد ضربة قوية لهيبة الدولة العثمانية. بدأت الحاميات العثمانية والقبائل المحلية بالسقوط، وسرعان ما استولت الدولة الصفوية على معظم أنحاء العراق، بما في ذلك مدن كركوك والموصل والمزارات الشيعية المقدسة في النجف وكربلاء، الذي زارها الشاه بعد فترة.

## محاولاتحافظ أحمد باشا
عام 1625، حافظ أحمد باشا، الصدر الأعظم الآن، سار لاستعادة بغداد. على الرغم من سياسة «الأرض المحروقة» المتبعة بأمر من الشاه، وصل الجيش العثماني بغداد وحاصرها في نوفمبر من ثلاث جهات. الهدف من الهجمات العثمانية على المدينة اختراق التحصينات الخارجية، ولكنه فشل في السيطرة على المدينة قبل وصول جيش المساعدة بقيادة الشاه عباس. ثم انسحب العثمانيون داخل معسكرهم المحصن بقوة، واستمر الحصار. وردا على ذلك قرر عباس اعتراض قوافل الإمدادات العثمانية. الأمر الذي جلب نتائج جيدة، اضطر العثمانيون للمخاطرة بهجوم على الجيش الفارسي، الذي صده مع خسائر فادحة، وفي 4 يوليو 1626، رفع الجيش العثماني الحصار وانسحب إلى الموصل.

## محاولاتخسرو باشا البوسنوي
في 1629، العثمانيين، بقيادة الصدر الأعظم غازي خسرو باشا البوسنوي الجديد والمتمكن، وبعد أن أمن السلام مع نمسا هابسبورغ، حشدوا قواتهم لهجوم آخر. قدم شتاء القارس، بما في ذلك الفيضانات فكانت العمليات في وسط العراق مستحيلة، ومع ذلك التفت، خسرو بجيشه شرقا، قاصدا بلاد فارس.
في 4 مايو 1630 لاحق الفرس في أرضهم، تحت حكم شاه صافي، تحت قيادة زينل خان البگدلي شاملو في معركة في ماهيدشت قرب كرمنشاه انتصر خسروباشا وقام بنهب مدينة همدان. ثم رجع خسرو باشا إلى بغداد وحاصرها في نوفمبر تشرين الثاني. ومع ذلك تم رفع الحصار قريبا، مع بداية فصل شتاء ثقيل آخر هدد خطوط الامدادات. وفي أعقاب انسحابه، الفرس أعادوا سيطرتهم على العراق، وكبحوا تمرد السكان الأكرد السنة ضدهم. وشهدت السنوات القليلة المقبلة غارات ومناوشات متبادلة، من دون أي نصر حاسم للجانبين. أرسل شاه صفي وفد سلام إلى البلاط العثماني، ولكن الصدر الأعظم الجديد، تبانيأسي (القدم المسطحة) محمد باشا رفض مطالبهم.

## اضطرابات القوقاز

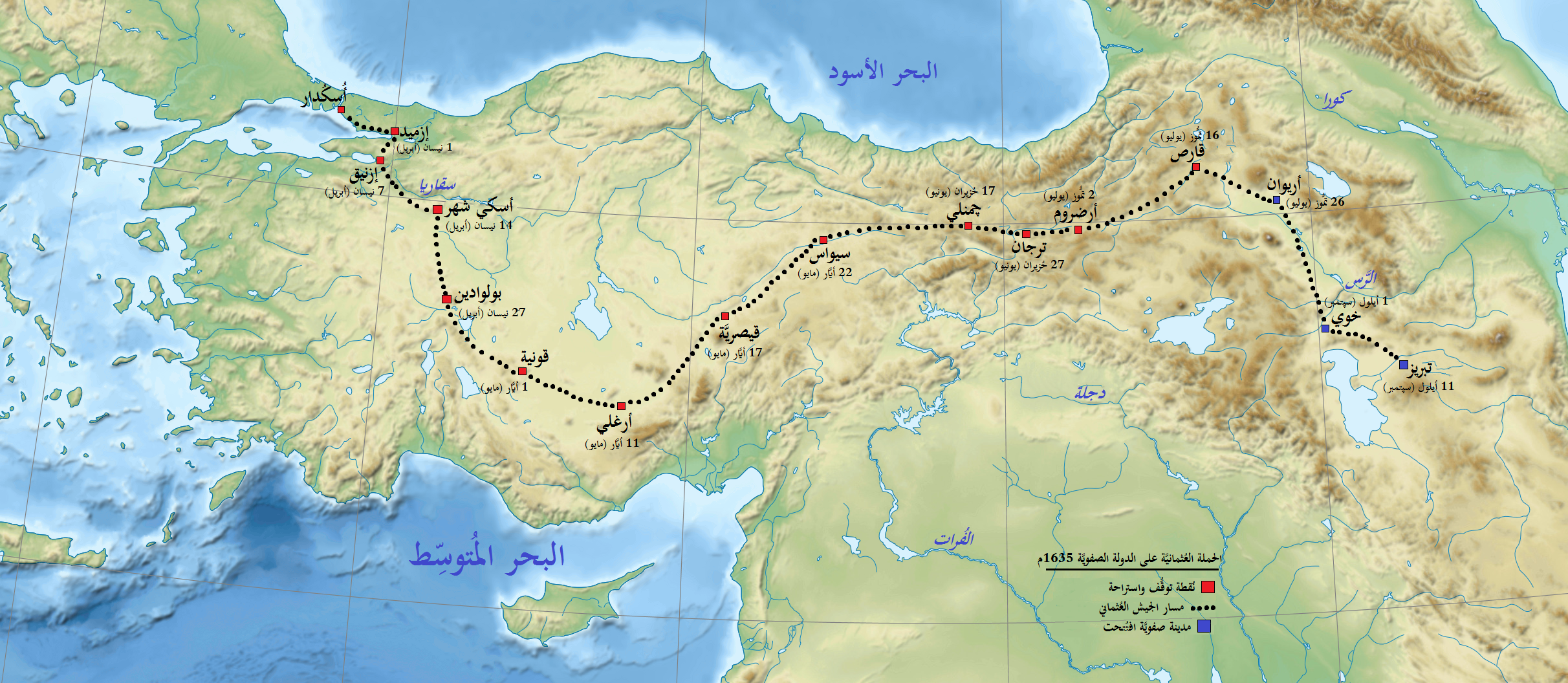
حملة مراد الرابع على القوقاز وتبريز،الأزرق لمدن جرى فتحها.

اندلعت الجبهة القوقازية ضد الفرس مرة أخرى في عام 1633، عندما قامت الممالك الجورجية التي لا تهدأ من كارتلي وكاخيتي، تحت حكم الملك تيموراز، بتحدي السيادة الصفوية. في عام 1634، رستم خان، الوالي الجورجي، بعثه الشاه للسيطرة على الثورة. هزم تيموراز، لكنه تمكن من الفرار إلى بر الأمان في إيميريتي. ومع ذلك فإنه تمكن من استعادة نفسه على عرش كاخيتي عام 1638، بل وكسب الاعتراف الفارسي به.

## نجاح السلطان مراد الرابع
في 1635، في محاولة واعية لمحاكاة أسلافه المحاربين، قام السلطان مراد الرابع بنفسه بقيادة الجيش. سيطر العثمانيون على ريفان (في 8 آب) ونهب تبريز عاد السلطان منتصرا في فخر إلى القسطنطينية، ولكن انتصاراته لم تدم طويلا: في ربيع العام المقبل، استعادت شاه صفي ريفان وهزم جيش العثماني. فشلت مقترحات السلام الفارسية مرة أخرى، وفي 1638، قاد مراد الرابع بنفسه جيشا إلى بغداد. وفتحت المدينة في ديسمبر كانون الأول بعد حصار دام 39 يوما، ورجعت بفعالية السيطرةُ العثمانية على العراق، وبدأت مفاوضات السلام بعد فترة وجيزة.

## بعد
عقدت معاهدة زهاب، في 17 مايو 1639، واستقرت أخيرا الحدود العثمانية الفارسية، مع يريفان الباقية تحت سيطرة الفرس، والعراق للعثمانيين، فقد الفرس أمالهم باستعادة العراق. السلام أنشاء توازن دائم للقوى في المنطقة، وعلى الرغم من الصراعات المستقبلية والتعديلات الطفيفة، والحدود التي افترض تبقى المعاهدة حتى يومنا هذا الحدود الغربية لإيران مع العراق وتركيا.